# Брезник
Брезник (болг. Брезник) — город в Болгарии. Находится в Перникской области, входит в общину Брезник. Население составляет 3840 человек (2022).

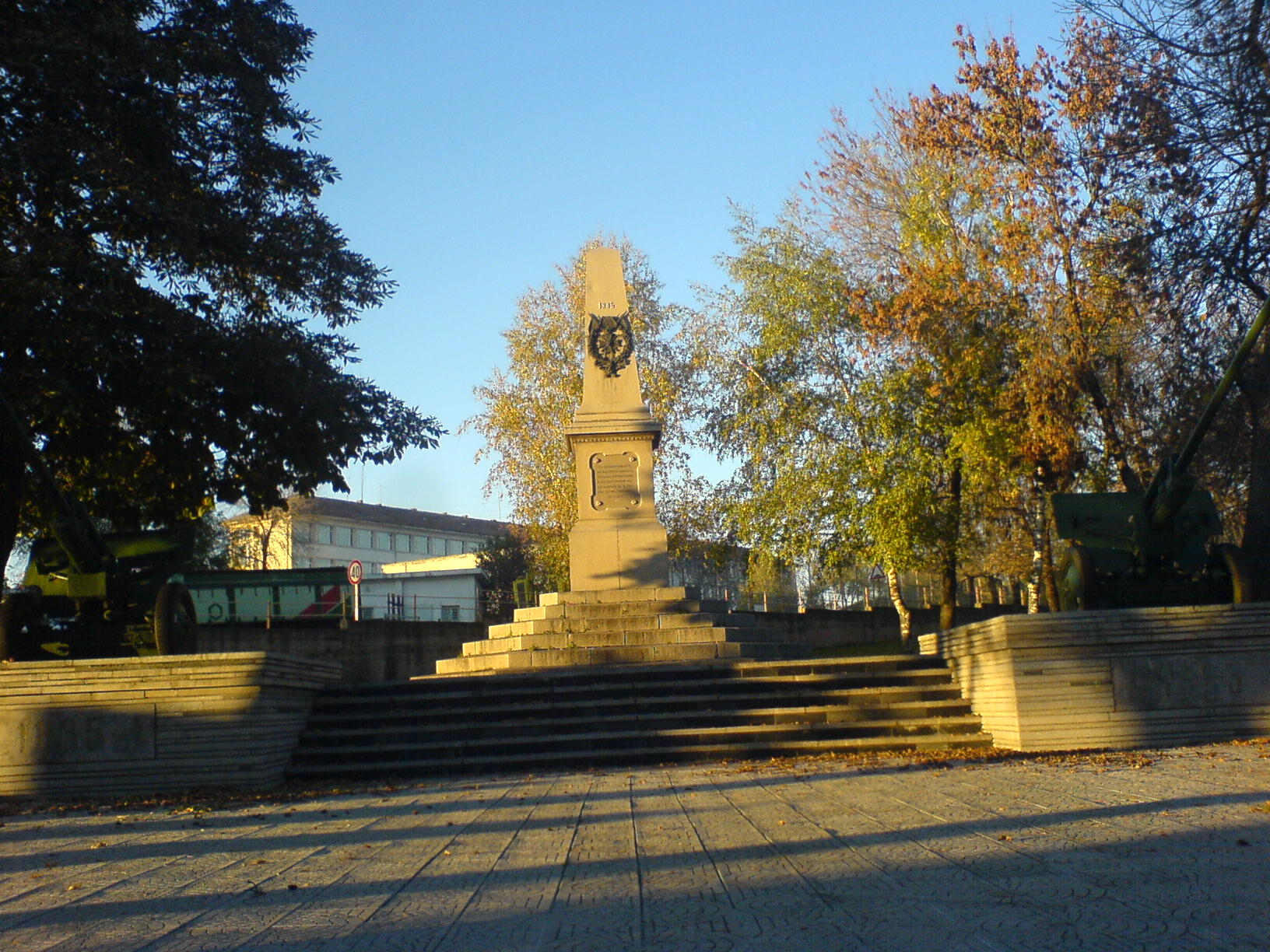

## Политическая ситуация
Кмет (мэр) общины Брезник — Христо Димитров Миленков (коалиция в составе 4 партий: Болгарская социал-демократия (БСД), Болгарская социалистическая партия (БСП), Движение за права и свободы (ДПС), Защита) по результатам выборов.